# Tilmatura dupontii
O beija-flor-de-cauda-malhada, também conhecido por colibri-de-cauda-brilhante (nome científico: Tilmatura dupontii) é uma espécie de ave apodiforme pertencente à família dos troquilídeos, que inclui os beija-flores. É o único representante do gênero Tilmatura, que é monotípico. Por sua vez, também é, consequentemente, a espécie-tipo deste gênero. Pode ser encontrada em altitudes entre 500 e 2500 metros, se distribuindo desde El Salvador, Honduras, México e Nicarágua.

## Descrição
Geralmente, os machos desta espécie possuem uma média entre 8,2 e 10,1 centímetros de comprimento e são maiores que as fêmeas, que medem em torno de 5,8 a 7,5 centímetros de comprimento. Em relação ao peso médio, doze espécimes estudados tinham uma média de 2,20 gramas. Essa espécie se caracteriza por seu bico longo e retilíneo, presente em ambos os sexos, de cor negra, e por uma mancha branca nos dois lados do quadril. Os machos possuem uma cor verde-metálica na parte superior do corpo, bem como a parte inferior do peito e as costas, seu abdômen é branco-cinzento, enquanto a garganta é azul-violeta e metálica. Os machos apresentam uma longa cauda, que começa em um tom amarronzado, seguindo por uma coloração bronzeada, que alterna-se até chegar na extremidade final, que é branca; a cauda também é profundamente bifurcada. Os espécimes machos e fêmeas são facilmente distinguidos pelo dimorfismo sexual acentuado, presente na plumagem das aves. As fêmeas, por sua vez, possuem plumagem mais diversa em coloração, porém menos chamativa. Seu corpo é majoritariamente verde-metálico, na cabeça e nas costas, enquanto seu abdômen e resto do peito são bronze, que mais escuro na parte inferior e nos flancos. Sua cauda é visivelmente menor e um pouco menos bifurcada. Os dois pares centrais de penas são verde-bronze-metálico com pontas pretas. Os três pares externos têm bases verde-bronze, uma larga faixa preta perto da ponta e pontas canela ou brancas pálidas.

## Sistemática e taxonomia
Esta espécie foi descrita primeiramente em 1832, por René Primevère Lesson, notável ornitólogo francês, a partir de espécimes coletados pelo próprio na região do México. Originalmente descrita sob o nome de Ornismya dupontii, essa espécie seria posteriormente movida para Philodice. Em 1854, entretanto, um outro ornitólogo alemão descreveria um gênero próprio ao táxon. Heinrich Gottlieb Ludwig Reichenbach, atribuiu o gênero Tilmatura, embora John Gould houvesse, há um tempo antes, um gênero monotípico denominado Tryphaena, que havia sido utilizado pelos naturalistas Ferdinand Ochsenheimer e Georg Treitschke muito antes.
Por ser o único representante de seu gênero, este se classifica como um monotipo, com a espécie sendo uma espécie-tipo. O beija-flor também não apresenta nenhuma subespeciação. Alguns autores atribuem uma outra subespécie, além da nominal, ao que uns outros defendem à reclassificação da espécie dentro de Philodice. Ambas as propostas, porém, não são reconhecidas pela comunidade científica.

## Distribuição e habitat
O beija-flor-da-cauda-malhada apresenta distribuição geográfica pelo extremo sul da América do Norte ao centro-sul da América Central. No estado mexicano, desde o oeste de Sinaloa ao leste de Veracruz, onde segue até a Guatemala, El Salvador e Honduras até o norte da Nicarágua. Habita paisagens semi-abertas, como as extremidades do pinhal, floresta secundária arbustiva e matas raquíticas. Em altitude, geralmente se encontra entre 750 a 2500 metros, embora ocorra local ou sazonalmente quase até o nível do mar.

## Comportamento
Não se conhece muito sobre os hábitos migratórios e de movimentação deste apodiforme. Possivelmente, considerando a diferença de altitude na qual se distribui, realiza migrações sazonais em altitudes menores.

### Alimentação
O beija-flor-da-cauda-malhada procura o néctar por meio de armadilhas, visitando um circuito de plantas e árvores com flores. Essa procura por néctar ocorre em todos os níveis da vegetação, com um vôo lento, semelhante ao de uma abelha, e aparentemente se alimenta de uma grande variedade de plantas, mas faltam detalhes. Além do néctar, alimenta-se de insetos capturados por falcoaria de um poleiro.

### Reprodução
Quase nada se sabe sobre a fenologia reprodutiva do beija-flor-da-cauda-malhada. Os indivíduos coletados em agosto a oeste do México estavam em condições reprodutivas, então inclui-se esse mês na época de reprodução.

### Vocalização
As vocalizações do beija-flor-da-cauda-malhada são "um rangido muito alto, fino, porém melódico em um fluxo contínuo, alternado e de longa duração". Essa vocalização ocorre em um poleiro alto e exposto. Ocasionalmente, faz-se um "alto e pontudo gorjeio".